# Dar Runga
Dar Runga là một vương quốc Hồi giáo ở khu vực ngày nay là miền nam Tchad. Đây là một nước triều cống của Đế quốc Ouaddai. Nó bị chinh phục bởi Rabih az-Zubayr vào năm 1890 và sáp nhập vào chư hầu cũ, vương quốc Dar al Kuti. Nơi này về sau trở thành nguồn cung nô lệ quan trọng cho Darfur.
Dar Runga được khám phá bởi nhà thám hiểm William George Browne và nhà thực vật học Auguste Chevalier (1873 – 1956).

## Lãnh thổ
Lãnh thổ của vương quốc trải dài giữa sông Salamat, sông Bahr Aouk và sông Kara.